# 葛町 (名古屋市)
葛町（かづらまち）は、愛知県名古屋市中区の地名。

## 歴史

### 沿革
- 1878年（明治11年）12月20日 - 下日置町の一部により、名古屋区葛町として成立[1]。
- 1889年（明治22年）10月1日 - 名古屋市成立に伴い、同市葛町となる。
- 1908年（明治41年）4月1日 - 中区成立に伴い、同区葛町となる[1]。
- 1926年（大正15年）9月1日 - 一部が米浜町に編入される[1]。
- 1941年（昭和16年）3月15日 - 1〜4丁目を設定する[1]。
- 1974年（昭和49年）5月11日 - 住居表示実施に伴い、1〜3丁目の各一部が松原二丁目、1〜4丁目の各一部が松原三丁目に編入される[1]。
- 1977年（昭和52年）5月8日 - 正木一丁目に編入され消滅[2]。

### 字一覧
1932年（昭和7年）愛知県教育会発行『明治十五年愛知県郡町村字名調』による名古屋区葛町の字。
- 薬缶横町（やくかんよこちょう）[5]
- 玄番新地（げんばしんち）[5]
- 下馬杭（げばぐい）[5]

## 史跡
1722年（享保17年）、尾張藩主徳川宗春により認められた公許三廓の3箇所目として葛町遊廓が設置された。1736年（元文元年）、北の西小路遊廓からの出火を原因として廃止された。跡地は田畑に戻っている。